# 马涅维尔
马涅维尔（法語：Magneville，法語發音：[maɲvil]）是法国芒什省的一个市镇，属于瑟堡区。

## 地理
马涅维尔（49°26'51"N, 1°32'45"W）面积9.49 平方千米，位于法国诺曼底大区芒什省，该省份为法国西北部沿海省份，西、北、东北三面环大西洋，东起顺时针与卡爾瓦多斯省、奧恩省、马耶讷省和伊勒-维莱讷省接壤。
与马涅维尔接壤的市镇（或旧市镇、城区）包括：莱唐贝特朗、内乌、科唐坦地区布里克贝克、科隆比、戈勒维尔、莫维尔。

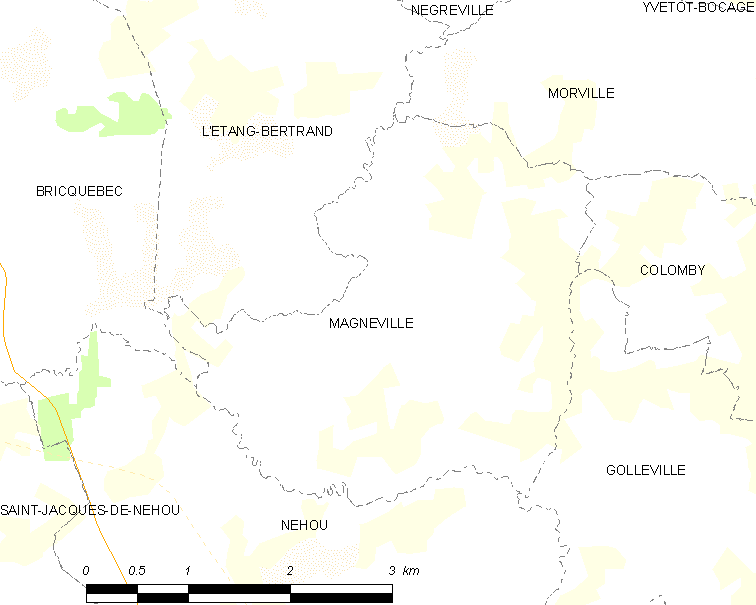
马涅维尔的OSM定位图

马涅维尔的时区为UTC+01:00、UTC+02:00（夏令时）。

## 行政
马涅维尔的邮政编码为50260，INSEE市镇编码为50285。

## 政治
马涅维尔所属的省级选区为科唐坦地区布里克贝克县。

## 人口

1962-2008年间马涅维尔人口变化图示

马涅维尔于2022年1月1日时的人口数量为311人。